# Otocelis sandara
Otocelis sandara är en plattmaskart som beskrevs av Hooge och Tyler 2003. Otocelis sandara ingår i släktet Otocelis och familjen Isodiametridae. Inga underarter finns listade i Catalogue of Life.